# Aucula hilzingeri
Aucula hilzingeri là một loài bướm đêm trong họ Noctuidae.